# بلوتسرکوفکا
بلوتسرکوفکا (به لاتین: Belotserkovka) یک منطقهٔ مسکونی در روسیه است که در استان آمور واقع شده‌است.